# بیلی کرفرد
 بیلی کرفرد (انگلیسی: Billy Crawford؛ زادهٔ ۱۶ مهٔ ۱۹۸۲) یک موسیقی‌دان اهل ایالات متحده آمریکا است.